# 15355 Maupassant
15355 Maupassant eller 1995 AZ3 är en asteroid i huvudbältet som upptäcktes den 2 januari 1995 av den belgiske astronomen Eric W. Elst vid CERGA-observatoriet. Den är uppkallad efter författaren Guy de Maupassant.
Asteroiden har en diameter på ungefär 5 kilometer.